# Mikania aromatica
Mikania aromatica là một loài thực vật có hoa trong họ Cúc. Loài này được Oerst. mô tả khoa học đầu tiên năm 1863.